# Берк-Сентер (Вірджинія)
Берк-Сентер (англ. Burke Centre) — переписна місцевість (CDP) в США, в окрузі Ферфакс штату Вірджинія. Населення — 17 518 осіб (2020).

## Географія
Берк-Сентер розташований за координатами 38°47′28″ пн. ш. 77°18′2″ зх. д. / 38.79111° пн. ш. 77.30056° зх. д. (38.790992, -77.300519).  За даними Бюро перепису населення США в 2010 році переписна місцевість мала площу 8,20 км², з яких 8,09 км² — суходіл та 0,11 км² — водойми.

## Демографія
Згідно з переписом 2010 року, у переписній місцевості мешкало 17 326 осіб у 6311 домогосподарстві у складі 4711 родини. Густота населення становила 2114 особи/км².  Було 6460 помешкань (788/км²).
Расовий склад населення:
| - 70,2 % — білих - 15,3 % — азіатів - 5,9 % — чорних або афроамериканців - 0,3 % — корінних американців - 0,1 % — вихідців з тихоокеанських островів - 3,9 % — осіб інших рас |

До двох чи більше рас належало 4,4 %. Частка іспаномовних становила 12,8 % від усіх жителів.
За віковим діапазоном населення розподілялося таким чином: 24,8 % — особи молодші 18 років, 65,6 % — особи у віці 18—64 років, 9,6 % — особи у віці 65 років та старші. Медіана віку мешканця становила 38,5 року. На 100 осіб жіночої статі у переписній місцевості припадало 91,6 чоловіків;  на 100 жінок у віці від 18 років та старших — 88,8 чоловіків також старших 18 років.
Середній дохід на одне домашнє господарство  становив 122 412 долари США (медіана — 103 021), а середній дохід на одну сім'ю — 131 855 доларів (медіана — 119 295). Медіана доходів становила 80 470 доларів для чоловіків та 54 053 долари для жінок. За межею бідності перебувало 6,3 % осіб, у тому числі 8,7 % дітей у віці до 18 років та 4,7 % осіб у віці 65 років та старших.
Цивільне працевлаштоване населення становило 9438 осіб. Основні галузі зайнятості: освіта, охорона здоров'я та соціальна допомога — 21,1 %, науковці, спеціалісти, менеджери — 20,0 %, публічна адміністрація — 12,9 %, роздрібна торгівля — 11,2 %.